# Monika Zehrt
Monika Zehrt (n. 29 septembrie 1952, Riesa, Saxonia, Germania) este o atletă germană ce a reprezentat Republica Democrată Germană, medaliată olimpică. A participat la o ediție a Jocurilor Olimpice (1972) în care a câștigat două medalii de aur în probele de 400 m și 4x400 m.

## Palmares
| An   | Competiție                      | Locație                   | Loc | Eveniment | Note    |
| ---- | ------------------------------- | ------------------------- | --- | --------- | ------- |
| 1970 | Campionatul European de Juniori | Paris, Franța             | 1   | 400 m     | 54,00   |
| 1970 | Campionatul European de Juniori | Paris, Franța             | 1   | 4x400 m   | 3:40,2  |
| 1971 | Campionatul European            | Helsinki, Finlanda        | 1   | 4x400 m   | 3:29,28 |
| 1972 | Jocurile Olimpice               | München, Germania de Vest | 1   | 400 m     | 51,08   |
| 1972 | Jocurile Olimpice               | München, Germania de Vest | 1   | 4x400 m   | 3:22,95 |